# Aksai Landmaschinenfabrik
Die Aksai Landmaschinenfabrik (englisch: Aksai Farm Machinery Works) war ein russischer Hersteller von Maschinen für die Landwirtschaft.

## Unternehmensgeschichte
Das Unternehmen wurde in Nachitschewan am Don im Jahr 1890 von Boris Iwanowitsch Awilow (Борис Иванович Авилов) gegründet.  Im Prinzip war es eine Schmiede, deren Schwerpunkt die Herstellung von landwirtschaftlichen Maschinen und Gerät war. 1898 wurde das Unternehmen in eine Aktiengesellschaft unter dem Namen Aksai(Аксаҋ) umgewandelt und bezog einen Verwaltungssitz im unmittelbar benachbarten Rostow am Don.
1903 begann das Unternehmen mit der Produktion von Automobilen. Im gleichen Jahr oder 1904 endete die Produktion bereits wieder, nachdem etwa 20 Fahrzeuge  entstanden waren.
Während des Ersten Weltkrieges soll das Unternehmen Flugmotoren gebaut haben, dies wird indessen in russischen Quellen nicht bestätigt. Ferner plante das Unternehmen sich im Bau von Lkw nach amerikanischen Lizenzen, konnte diese Pläne jedoch nicht in die Tat umsetzen.
im Zuge der russischen Oktoberrevolution  wurde das Werk enteignet und in "Krasny Aksai (Красний Аксай = „Roter Aksai“) umbenannt und stellte weiterhin Landmaschinen her. 2011 meldete das in  den 1990er Jahren privatisierte Werk Konkurs an. Irreführend ist daher eine englischsprachige Quelle, Aksai sei im Rahmen der Oktoberrevolution in einem Werk „Rostelmash“ aufgegangen: Rostselmasch (Ростсельмаш) wurde erst 1929, also ein Jahrzehnt nach der Oktoberrevolution, gegründet und existiert heute noch. Beide Unternehmen hatten außer den Tsatsachen, dass sie Landmaschinen produzier(t)en und in Rostow am Don sich befanden, nichts miteinander zu tun.

## Fahrzeuge
Das einzige Modell entstand nach einer Lizenz von Oldsmobile. Es entsprach dem Oldsmobile Curved Dash. Für den Antrieb sorgte ein Einzylindermotor, der wahlweise über 6 oder 8 PS verfügte. Das Unternehmen stellte alle Teile bis auf Reifen und Elektrik selbständig her. Die Höchstgeschwindigkeit war mit 35 km/h angegeben. Das Leergewicht betrug 550 kg – beim Original nur 356 kg.